# Starîi Krîvîn, Slavuta
Starîi Krîvîn (în ucraineană Старий Кривин) este localitatea de reședință a comunei Starîi Krîvîn din raionul Slavuta, regiunea Hmelnîțkîi, Ucraina.

## Demografie
Componența lingvistică a localității Starîi Krîvîn
     Ucraineană (96,07%)
     Rusă (3,72%)
     Alte limbi (0,07%)
Conform recensământului din 2001, majoritatea populației localității Starîi Krîvîn era vorbitoare de ucraineană (96,07%), existând în minoritate și vorbitori de rusă (3,72%).